# بلومفیلد (میشیگان)
بلومفیلد، میشیگان (به انگلیسی: Bloomfield Hills, Michigan) یک شهر در ایالات متحده آمریکا با جمعیت ۳٬۸۶۹ نفر است که در شهرستان اوکلاند، میشیگان واقع شده‌است.